# ヤンマー・LV系エンジン
ヤンマー・LV系エンジン（ -えるぶいけいえんじん）とは、2004年よりヤンマーパワーテクノロジー（旧・ヤンマー）が製造しているエンジンの系統。

## 特徴
全種類が空冷・単気筒仕様の直噴式OHVディーゼルエンジンである。基本的に汎用エンジンではあるが、同社製の農機具および除雪機などに搭載する場合は、外装のカバー類の専用設計がされているものもある。
全種類が2006年1月から実施されている排出ガス国内自主規制(日本陸用内燃機関協会制定）に対応し、更にEPA(米国環境庁）2次排出ガス規制にも適応している。

### 形式名
- L48V - 総排気量：219cc、最大出力（ps）：4.5ps - ※2011年製造終了
- L70V - 総排気量：320cc、最大出力（ps）：5.9ps
- L100V - 総排気量：435cc、最大出力（ps）：9.3ps

全てセルスタータ式（一部リコイルスタータ併用も有り）である。